# Dominik Stroh-Engel
Dominik Stroh-Engel, detto Dodo (Ehringshausen, 27 novembre 1985), è un ex calciatore tedesco, di ruolo attaccante.

## Carriera
Il 23 febbraio 2020, con la maglia dell'Unterhaching, realizza una tripletta nel match vinto per 5-3 sul campo dell'Hallescher.
Nel gennaio 2022 si è trasferito al Memmingen.

## Palmarès

### Individuale
- Capocannoniere della 3. Liga: 1

2013-2014 (27 reti)